# Minamichita
Minamichita (南知多町, Minamichita-chō) est un bourg du district de Chita, dans la préfecture d'Aichi, au Japon.

## Géographie

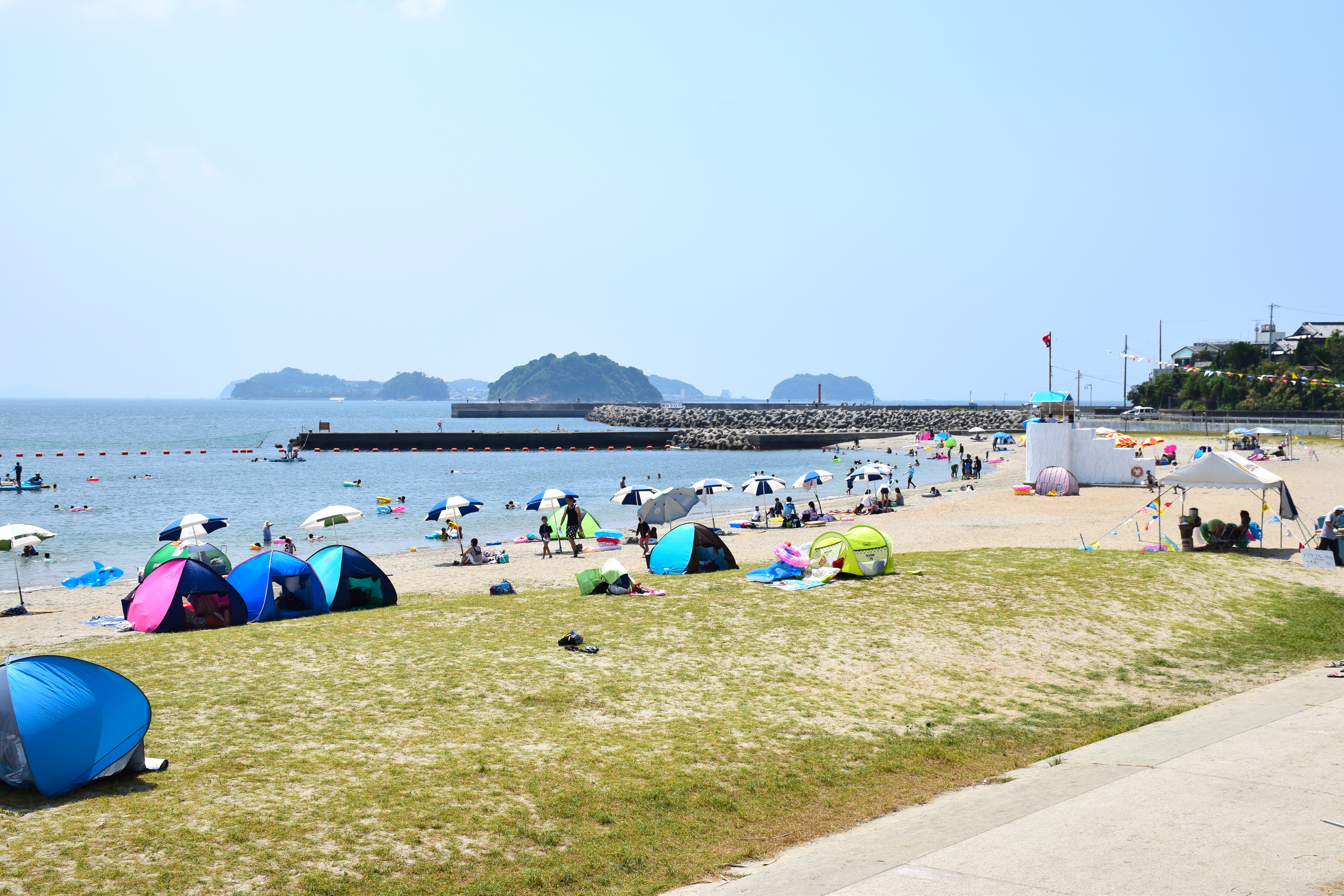
Himakajima, la plage « Sunrise ».

### Démographie
Au 1er janvier 2014, la population de Minamichita s'élevait à 19 302 habitants répartis sur une superficie de 38,24 km2.